# ゴマシジミ
ゴマシジミ（胡麻小灰蝶、学名 Maculinea teleius）は、シジミチョウ科のチョウ。裏面にゴマ状の小さな斑点がある。地域によって変異が多い。前翅長18-24mm。湿原や草原に生息し、成虫は年1回、7-9月にかけて現れる。

## 概要
北海道では、長い地下茎によって道路法面を補強するために土手に植えられるナガボノシロワレモコウの広がりと共に各地で分布を広げているが、ワレモコウを食草にしている地域である青森県から九州にかけての自然草原では、極端に数を減らしている。一方、カライトソウを食草とするグループは一般に「山ゴマ」と呼ばれており、表面が黒化したものが目立つ。こちらは山深いこともあり個体数は安定している。一般に標高が高い地域は黒いタイプのものが多く得られる。
三齢幼虫まではワレモコウの花を食べるが、大きくなるとクシケアリによって巣に運ばれる。巣に入った幼虫は、体から出る甘い液体をアリに与える一方で、アリの幼虫や蛹を食べて育つ。成長した幼虫はアリの巣の中で越冬し、翌年の7月中旬頃に成虫となる。アリは成虫になると同時に襲いかかってくるため、巣の出口や外で蛹になり、成虫となった途端に巣から逃げるように飛ぶ。

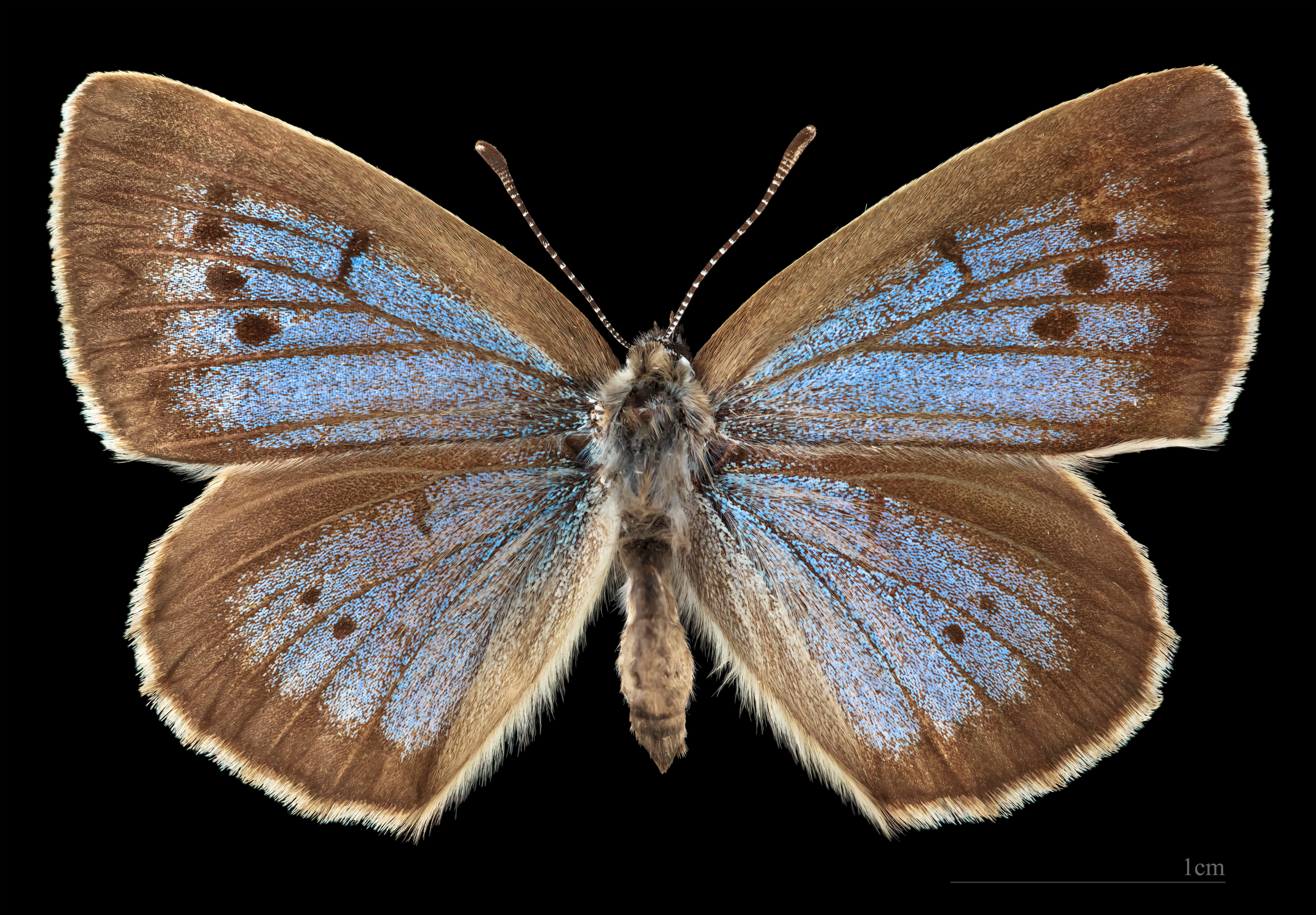
Phengaris t. teleius ♀
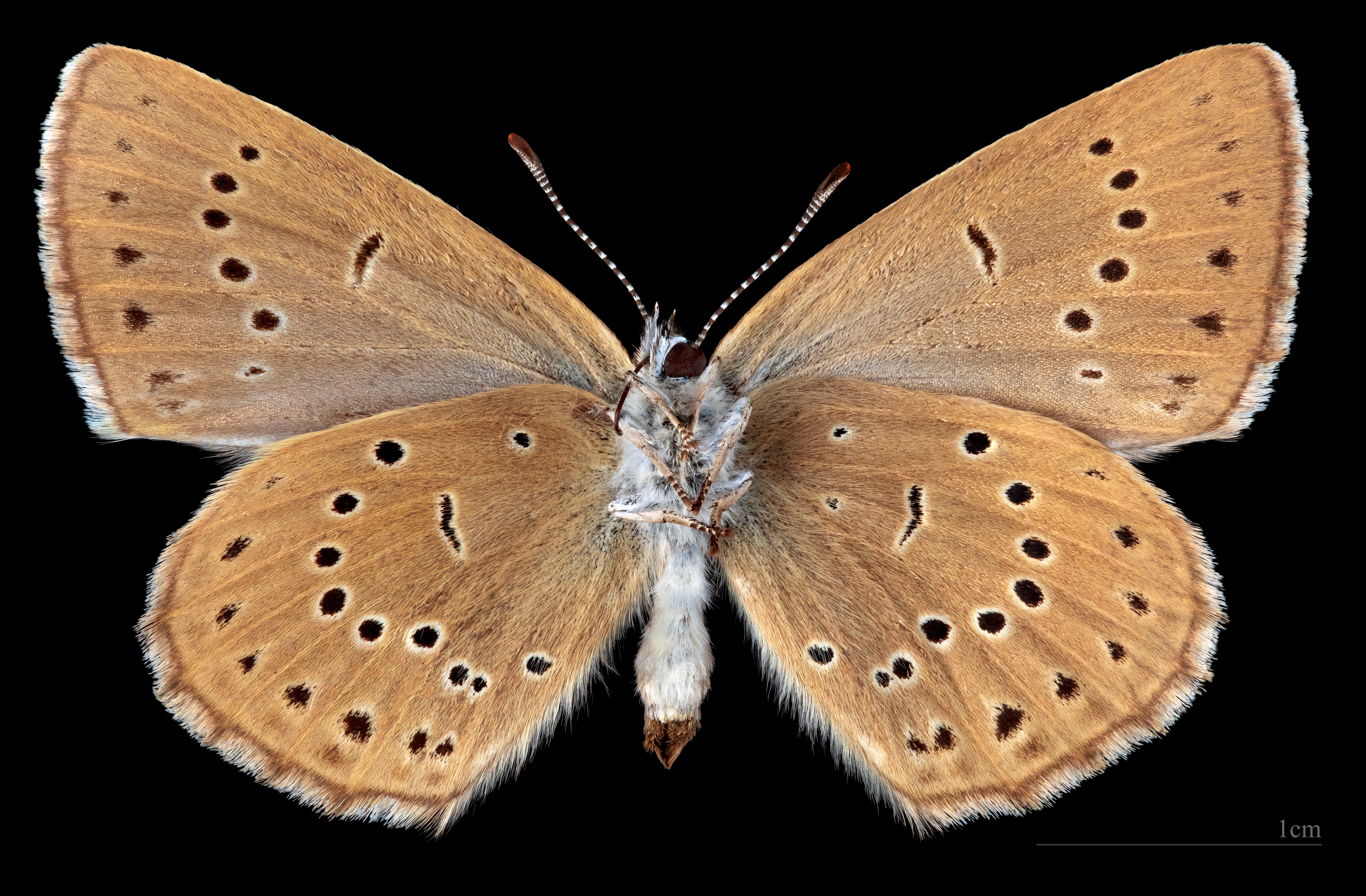
Phengaris t. teleius ♀ △

## 分布
北海道から九州にかけて分布するが、本州以南では分布域が不連続。四国にはいない。現在分布が確認されている都道府県は北海道、青森県、岩手県、群馬県、新潟県、山梨県、長野県、静岡県、岐阜県、富山県、石川県、福井県、鳥取県、島根県、岡山県、広島県、大分県、熊本県、宮崎県である。秋田県、山形県、福島県、神奈川県では絶滅、愛知県でも2000年まで見られたものの、現在は記録がないため県内絶滅と考えられる。それにつながる岐阜県や長野県の南部でも近年の記録はない。
国外ではユーラシア大陸北部。

## 保全状況評価
ゴマシジミ 飛騨山脈亜種 M. t. hosonoi（A. Takahashi）
ゴマシジミ 関東中部亜種 M. t. kazamoto （H. Druce）
ゴマシジミ 中部地方中山帯・中国地方・九州亜種 M. t. daisensis
ゴマシジミ 北海道東部亜種 M. t. ogumae （Matsumura）
絶滅危惧II類 (VU)（環境省レッドリスト）
関東中部亜種 (M. t. kazamoto)は、2016年に種の保存法により国内希少野生動植物種に指定されている。